# Nílton Ferreira Junior
Nílton Ferreira Junior (født 21. april 1987) er en brasiliansk fodboldspiller.